# 제1차 이케다 내각
제1차 이케다 내각(일본어: 第1次池田内閣)은  이케다 하야토가 제58대 내각총리대신으로 임명되어, 1960년 7월 19일부터 1960년 12월 8일까지 존재한 일본의 내각이다.

## 각료
- 내각총리대신 - 이케다 하야토
- 법무대신 - 고지마 데쓰조
- 외무대신 - 고사카 젠타로
- 대장대신 - 미즈타 미키오
- 문부대신, 과학기술청 장관 - 아라키 마스오
- 후생대신 - 나카야마 마사 일본 최초의 여성 대신
- 농림대신 - 난조 도쿠오
- 통상산업대신 - 이시이 미쓰지로
- 운수대신 - 미나미 요시오
- 우정대신 - 스즈키 젠코
- 노동대신 - 이시다 히로히데
- 건설대신, 수도권정비위원회 위원장 - 하시모토 도미사부로
- 자치대신, 국가공안위원회 위원장 - 야마자키 이와오 ／ 스토 히데오(1960년 10월 13일 ~ )
- 행정관리청 장관 - 다카하시 신타로
- 홋카이도 개발청 장관 - 니시카와 진고로
- 방위청 장관 - 에사키 마스미
- 경제기획청 장관 - 사코미즈 히사쓰네(참의원 의원)
- 내각관방장관 - 오히라 마사요시
- 총리부 총무장관 - 후지에다 센스케
  - 내각법제국 장관 - 하야시 슈조
  - 내각관방부장관(정무) - 사사키 모리오(1960년 7월 22일 ~ )
  - 내각관방부장관(사무) - 오가와 헤이지(1960년 7월 22일 ~ )
  - 총리부 총무부장관 - 사토 아사오

## 정무 차관
1960년 7월 22일 임명.
- 법무 정무 차관 - 무라세 노부치카
- 외무 정무 차관 - 가쓰마타 미노루
- 대장 정무 차관 - 간규 쓰네오, 아키야마 도시치카
- 문부 정무 차관 - 오쓰보 야스오
- 후생 정무 차관 - 다나카 마사미
- 농림 정무 차관 - 다구치 조지로, 우다 구니에
- 통상 산업 정무 차관 - 기무라 모리에, 오카모토 시게루
- 운수 정무 차관 - 야마다 야이치
- 우정 정무 차관 - 니와 효스케
- 노동 정무 차관 - 오카자키 에이조
- 건설 정무 차관 - 미와 세이이치
- 자치 정무 차관 - 요시다 시게노부
- 행정 관리 정무 차관 - 마쓰자와 유조
- 홋카이도 개발 정무 차관 - 나카하라 젠이치
- 방위 정무 차관 - 시오미 슌지
- 경제 기획 정무 차관 - 고토 요시타카
- 과학 기술 정무 차관 - 오타니 도노스케